# Occidryas supranigrella
Occidryas supranigrella är en fjärilsart som beskrevs av Comstock 1926. Occidryas supranigrella ingår i släktet Occidryas och familjen praktfjärilar. Inga underarter finns listade i Catalogue of Life.